# St. Peter, Straßburg
St. Peter je naselje v Občini Straßburg v Okraju Šentvid ob Glini na Koroškem v Avstriji.